# Lili Simmons
Lili Simmons, född 23 juli 1993 i San Diego, är en amerikansk skådespelare.
Simmons har bland annat medverkat i TV-serierna Banshee (2013–2016) och Power Book IV: Force från 2022. Hon har även medverkat i filmen Sound of Violence från 2021.

## Filmografi (i urval)
- 2013–2016: Banshee
- 2016–2022: Westworld
- 2021: Sound of Violence
- 2022: Power Book IV: Force